# 琉球大学教育学部附属小学校
琉球大学教育学部附属小学校（りゅうきゅうだいがくきょういくがくぶふぞくしょうがっこう）は、沖縄県中頭郡西原町字千原にある国立小学校（県内唯一）。琉球大学の附属小学校で、同大学の構内に位置する。略称は琉大附属小学校。
私立中学校への転校を行わなければ、そのまま同大学の附属中学校に内部進学できる。

## 概要

### 校旗
| 制定 | 1985年3月8日                             |  |
| 図案 | 翁長 自修                                |  |
|      | 琉球大学教育学部美術工芸科助教授（当時） |  |
| 文字 | 島袋 哲                                  |  |
|      | 琉球大学教育学部附属小学校 初代校長      |  |
|      | 琉球大学教育学部教育学科教授（当時）     |  |

### 校章
制定 1982年3月15日 図案 翁長自修 芭蕉の葉と羽根ペンのイメージを合わせた形の上に「附小」の文字を配し，円形にまとめたものである。
芭蕉は沖縄の代表的植物の一つであり古代琉球文化の形成に役立ってきた。この若葉には子どもたちがすくすくと育って欲しいという願いが込められている。
羽根ペンは学習と自由の象徴であり円は人の輪を表す。地色のブルーは沖縄の青い海、青い空を表し、薫風にのって子どもたちが健やかに成長してほしいと願っている。      　　

### 教育目標
一人一人が夢をもち、未来を生きる力のある子
21世紀は個性を大事にする時代であることを基盤に、一人一人が目的意識となる大きな夢をもち、自らの生涯となる未来を、自力で生きることができる子。
教育目標設定の基本的な考えは以下の通りとなっている。
- 未来を生きる人間として、日本・世界を担う児童を育成する。
- 心身ともに健康で、心豊かな児童を育成する。
- 時代のニーズに貢献できる児童を育成する。
- 家庭・地域社会の特性や児童の実態に立脚する。
- 関連する法令に基づいて教育を行う。

## 構造

### 校舎
- 中庭
- 児童玄関
- 正門
- 体育館
- ひびきドーム
- わくわくドーム
- 倉庫
- 運動場
- 外トイレ
- 炊飯所
- 砂場
- プール

### 特別教室
- 春・夏　遠足
- ダンボールハウス宿泊学習
- 沖縄県立石川青少年の家宿泊学習
- 国立沖縄青少年交流の家宿泊学習
- 修学旅行
- 千原まつり
- 6年生の交流会（たてわり活動）

### その他
モモタマナが多い。

## 歴史
- 1972年11月21日 琉球大学評議員が、教育学部に附属小学校設置を決定
- 1981年4月1日 政令の一部改正により琉球大学教育学部附属小学校を設置
- 1982年
  - 3月6日 新琉大キャンパス教育学部内に移転
  - 4月10日 第1回 始業式・就任式
  - 4月14日 第1回 入学式

## アクセス

### 路線バス
各路線の詳細は沖縄本島のバス路線を参照。
琉大附属学校前バス停
- 25番 (普天間空港線) 那覇バス　（中城経由の平日1日1本のみ）
- 97番 (琉大(首里)線) 那覇バス

琉大附属学校前バス停（琉大附属小学校駐車場内）
- 久場琉大線、中城村コミュニティバス護佐丸バス
- 久場回り線（一部）、中城村コミュニティバス護佐丸バス
- 伊集回り線（一部）、中城村コミュニティバス護佐丸バス

琉大北口バス停
- 97番 (琉大(首里)線) 那覇バス
- 98番 (琉大(バイパス)線) 琉球バス交通

琉大駐車場
- 97番 (琉大(首里)線) 那覇バス
- 98番 (琉大(バイパス)線) 琉球バス交通